# Footwork (gênero)
Footwork é um estilo de house dance / street dance que se originou em Chicago no início dos anos 1990. Footwork music é uma mistura de estilo de música de dança eletrônica derivada do ghetto house com elementos do hip hop, surgindo pela primeira vez em Chicago no início dos anos 1990  O estilo musical evoluiu a partir dos primeiros ritmos rápidos do juke e do ghetto house, uma mudança iniciada por RP Boo . Ele pode derivar dos ritmos rápidos e das frequências sub-graves do drum & bass . As faixas também apresentam frequentemente samples fortemente sincopados de rap, pop e outras fontes, e geralmente estão em torno de 160 bpm.
A dança envolve movimentos rápidos dos pés com voltas e reviravoltas, e geralmente ocorre como parte de uma " batalha ". O estilo foi popularizado fora de Chicago pela inclusão no videoclipe do single de 2007 de Dude 'n Nem "Watch My Feet".
As primeiras compilações internacionalmente reconhecidas de footwork music foram lançadas pelo selo Planet Mu as Bangs & Works Vol. 1 e vol. 2  As notas do encarte do Vol. Eu descrevo o estilo como "uma música dançante hiper-rítmica e abstrata, lançada em torno de 160 bpm, que consiste basicamente em um modelo de amostras e frases cortadas que são torcidas em ritmos e formas repetitivas, em padrões de bateria eletrônica fora do ritmo e sincopados e sub bombeando - linhas de baixo. " 